# 突擊樂團
突擊樂團(Onslaught)是一個英國鞭笞金屬團體，於1983年由吉他手Nige Rockett及鼓手Steve Grice組成，並加入主唱Jase Pope及貝斯手Paul Hill。一開始以龐克樂風為主，後來走向鞭笞金屬。1991年解團，在2004年時重組復出。

## 樂團歷史
1984年Paul Mahoney及Jase Stallard加入分別取代原先的主唱及貝斯位置。這時他們已慢慢偏向重金屬音樂，最後轉為以鞭笞金屬為主的樂風。1985年出了第一張專輯Power from the Hell，樂風偏向毒液(Venom)及超級殺手合唱團這兩個樂團。
1985年底Sy Keeler加入成為主唱，而原先的主唱Paul Mahoney轉為貝斯手，Jase Stallard則成為樂團的第二吉他手。1986年發行第二張專輯The Force，這張專輯獲得比第一張更大的迴響，並被許多樂迷認為是鞭笞金屬的經典專輯之一。之後並與許多重金屬團體，例如摩托頭(Motorhead)，炭疽熱樂團等，在歐洲巡迴演出。Paul Mahoney隨後離團，由James Hinder取代。
1987年Jase Stallard離團, 由Rob Trotman頂替。隨後開始錄製新專輯，在1989年發行了In Search of Sanity，此時主唱Sy Keeler因為唱片公司的介入由Steve Grimmett取代，而音樂風格也向力量金屬靠近。雖然這張專輯繼續帶給樂團不錯的成績，但也因為樂風轉變，而流失不少老樂迷。
1990年Steve Grimmett因個人因素離開，由Tony O' Hara取代，並準備著手下一張專輯When Reason Sleeps，但不受唱片公司支持，專輯流產。而樂團也無法找到其他唱片公司支持，失望之餘，樂團於1991年解散。
2004年Steve Grice及Nige Rockett提出重組的構想，獲得James Hinder及Sy Keeler的行動支持，並找來吉他手Alan Jordan，隨後展開一連串的演出。在2007年並發行新專輯Killing Peace。之後James Hinder及Alan Jordan因為個人因素相繼離開，由貝斯手Jeff Williams及吉他手Andy Rosser-Davies取代。
2011年3月鼓手Steve Grice因理念不合離團，由Michael Hourihan接替。

## 樂團成員
- Sy Keeler - 主唱
- Nige Rockett - 吉他手
- Andy Rosser-Davies - 吉他手
- Jeff Williams - 貝斯手
- Michael Hourihan - 鼓手

### 前任團員
- Paul Mahoney - 主唱/貝斯手
- Steve Grimmett - 主唱
- Jase Stallard - 貝斯手/吉他手
- Rob Trotman - 吉他手
- Dickie Davis - 吉他手
- Alan Jordan - 吉他手
- James Hinder - 貝斯手
- Jase Pope - 主唱
- Paul Hill - 貝斯手
- Tony O' Hara - 主唱
- Steve Grice - 鼓手

## 作品
- 1985年 - Power From Hell
- 1986年 - The Force
- 1987年 - Let There Be Rock (EP，1989重新發行)
- 1988年 - Shellshock (EP)
- 1989年 - Welcome to Dying (EP)
- 1989年 - In Search of Sanity
- 2007年 - Killing Peace
- 2009年 - Live Damnation (Live)
- 2011年 - Sounds Of Violence
- 2013年 - VI

## 外部連結
- 官網 （页面存档备份，存于）
- Onslaught的MySpace （页面存档备份，存于）